# Єспер Ньоддесбо
Єспер Ньоддесбо (дан. Jesper Nøddesbo, нар. 23 жовтня 1980) — данський гандболіст, олімпійський чемпіон 2016 року.

## Виступи на Олімпіадах
| Олімпіада           | Дисципліна | Місце |
| ------------------- | ---------- | ----- |
| Пекін 2008          | гандбол    | 7     |
| Ріо-де-Жанейро 2016 | гандбол    | 1     |

## Зовнішні посилання
- Єспер Ньоддесбо — олімпійська статистика на сайті Sports-Reference.com (англ.) (архівна версія)